# Rhamphomyia yasumatsui
Rhamphomyia yasumatsui är en tvåvingeart som beskrevs av Saigusa 1963. Rhamphomyia yasumatsui ingår i släktet Rhamphomyia och familjen dansflugor. Inga underarter finns listade i Catalogue of Life.